# 摩嘉立
摩嘉立（英語：Caleb Cook Baldwin，又译摩怜，1820年—1911年7月20日）是最早进入中国福州的传教士之一。
1820年，摩嘉立出生于美国新泽西州的布鲁姆菲尔德，毕业于普林斯顿神学院。1848年按立为牧师后，和妻子一同被美国公理会差会派往福州。他在中国的传教生涯长达半个世纪，却只在1859年、1871年、1885年返回美国三次。1895年他回到美国，在故乡附近的新泽西州东奥兰治安度晚年，1911年在那里因心衰竭去世。
摩嘉立的著作包括1870年与麦利和合作完成的《榕腔注音字典》，以及1871年完成的《榕腔初學撮要》。他和妻子还将大部分圣经翻译成福州方言，并编写《聖學問答》。